# Macrohectopus branickii
Macrohectopus branickii is een vlokreeftensoort uit de familie van de Macrohectopodidae. De wetenschappelijke naam van de soort is voor het eerst geldig gepubliceerd in 1874 door Dybowsky.